# Магнесія-на-Меандрі

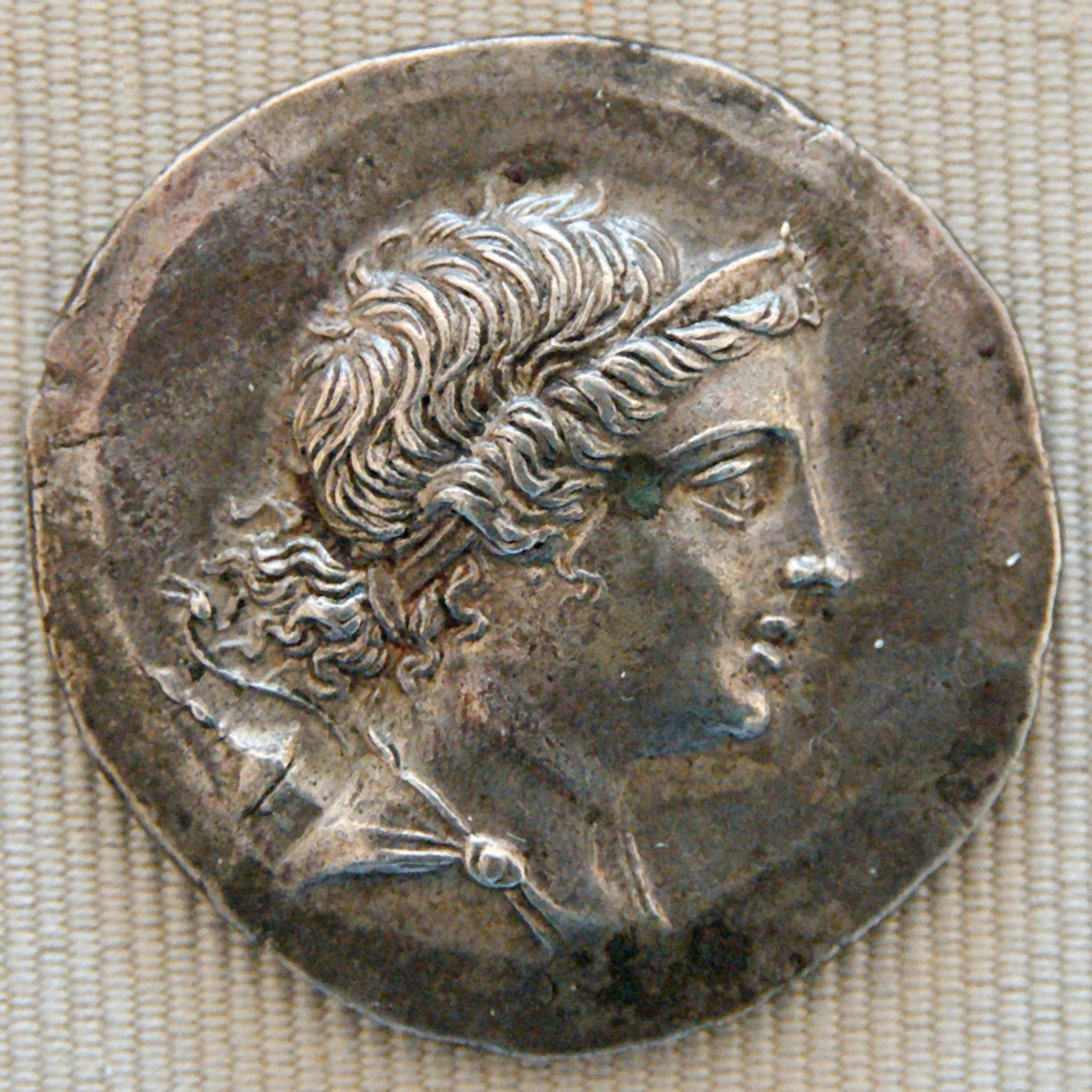
Срібна тетрадрахма Магнесії-на-Меандрі із зображенням Артеміди

Магнесія-на-Меандрі (грец. Μαγνησία, лат. Magnēsía) — стародавнє місто, що існувало в Іонії, засноване еолійцями та притоці річки Меандр за 19 км на південний схід від міста Ефес, неподалік від Прієни і Тралла.

## Історія
За повідомленнями Страбона, засновниками міста були еолійці, вихідці з Магнесії в Фессалії, до яких по дорозі в Анатолію приєдналася група критян. Не зважаючи на економічне процвітання, Магнесія не входила до Ліги іонійських міст, а в 650 році до н. е. була зруйнована ордами кімерійців. З того часу до відновлення міста лідійським царем Гігесом і його спадкоємцями пройшло не менше століття. За свідченням Геродота, перський сатрап Орот, що оселився в Магнесії в 522 році, заманив у місто і убив самоського тирана Полікрата. У 460 році за дозволом Артаксеркса I містом володів і карбував тут монету вигнаний з Афін полководець Фемістокл.
За часів панування пергамських Атталідів Магнесія була перенесена на зручніше для оборони місце біля підніжжя гори Торакс і забудована в монументальному стилі за регулярним планом. Одним з найвідоміших мешканців елліністичного міста був ритор Гегесій. У нагороду за протистояння Мітрідату, Сулла наділив громадян Магнесії низкою політичних свобод. З того часу значення Магнесії неухильно знижувалося, хоча ще за Гордіана III магнесійці називали своє місто «Сьомим у всій Азії».
Археологічні дослідження Магнесії розпочав в 1891 році німецький археолог Карл Хуманн. За 21 місяць розкопок він розкрив руїни театру, агори, храмів Зевса і Артеміди. Увесь фасад храму Зевса був вивезений до Німеччини, де він нині виставлений у Пергамському музеї, незважаючи на вимоги Туреччини повернути експонати.
Упродовж античного періоду околиці Магнесії-на-Меандрі були багаті магнетитом — першим відомим магнітним мінералом. Через це від назви стародавнього міста походять терміни «магнетизм», «магній» і «магніт».